# Sendoa Agirre Basterretxea
Sendoa Agirre Basterretxea (Erandio, 31 de desembre de 1975) és un exfutbolista basc que jugava en la posició de migcampista.

## Carrera esportiva
Sendoa és un futbolista bilbaí format a l'Athletic Club. Va jugar en el Bilbao Athletic dues temporades amb tres cessions a Zorroza, Gernika Club i SD Eibar. La temporada 2001/02 va jugar a gran nivell en el Barakaldo CF que es va proclamar campió del seu grup de Segona "B". Posteriorment va jugar 4 temporades a l'Alacant CF equip en què es va convertir en capità i referent en uns anys daurats de l'equip alacantinista. El 2006 va fitxar per l'Hèrcules CF, i el 2011 pel Deportivo Alavés.